# Danh sách xã thuộc thành phố Huế
Tính đến ngày 1 tháng 1 năm 2025, thành phố Huế có 133 đơn vị hành chính cấp xã, trong đó có 78 xã.
Dưới đây là danh các xã thuộc thành phố Huế hiện nay.
| Xã           | Trực thuộc        | Diện tích (km²) | Dân số (người) | Mật độ dân số (người/km²) | Thành lập |
| ------------ | ----------------- | --------------- | -------------- | ------------------------- | --------- |
| A Ngo        | Huyện A Lưới      |                 |                |                           |           |
| A Roàng      | Huyện A Lưới      |                 |                |                           |           |
| Bình Thành   | Thị xã Hương Trà  | 64,89           | 1              |                           |           |
| Bình Tiến    | Thị xã Hương Trà  | 140,77          |                |                           |           |
| Dương Hòa    | Thị xã Hương Thủy | 261,61          |                |                           |           |
| Đông Sơn     | Huyện A Lưới      |                 |                |                           |           |
| Giang Hải    | Huyện Phú Lộc     |                 |                |                           |           |
| Hải Dương    | Thành phố Huế     | 10,17           |                |                           |           |
| Hồng Bắc     | Huyện A Lưới      |                 |                |                           |           |
| Hồng Hạ      | Huyện A Lưới      |                 |                |                           |           |
| Hồng Kim     | Huyện A Lưới      |                 |                |                           |           |
| Hồng Thái    | Huyện A Lưới      |                 |                |                           |           |
| Hồng Thủy    | Huyện A Lưới      |                 |                |                           |           |
| Hồng Thượng  | Huyện A Lưới      |                 |                |                           |           |
| Hồng Vân     | Huyện A Lưới      |                 |                |                           |           |
| Hương Bình   | Thị xã Hương Trà  | 63,11           |                |                           |           |
| Hương Hữu    | Huyện Phú Lộc     |                 |                |                           |           |
| Hương Lộc    | Huyện Phú Lộc     |                 |                |                           |           |
| Hương Nguyên | Huyện A Lưới      |                 |                |                           |           |
| Hương Phong  | Huyện A Lưới      |                 |                |                           |           |
| Hương Phú    | Huyện Phú Lộc     |                 |                |                           |           |
| Hương Sơn    | Huyện Phú Lộc     |                 |                |                           |           |
| Hương Toàn   | Thị xã Hương Trà  | 12,23           |                |                           |           |
| Hương Xuân   | Huyện Phú Lộc     |                 |                |                           |           |
| Lâm Đớt      | Huyện A Lưới      |                 |                |                           |           |
| Lộc An       | Huyện Phú Lộc     |                 |                |                           |           |
| Lộc Bình     | Huyện Phú Lộc     |                 |                |                           |           |
| Lộc Bổn      | Huyện Phú Lộc     |                 |                |                           |           |
| Lộc Điền     | Huyện Phú Lộc     |                 |                |                           |           |
| Lộc Hòa      | Huyện Phú Lộc     |                 |                |                           |           |
| Lộc Thủy     | Huyện Phú Lộc     |                 |                |                           |           |
| Lộc Tiến     | Huyện Phú Lộc     |                 |                |                           |           |
| Lộc Trì      | Huyện Phú Lộc     |                 |                |                           |           |
| Lộc Vĩnh     | Huyện Phú Lộc     |                 |                |                           |           |
| Phong Bình   | Thị xã Phong Điền |                 |                |                           |           |
| Phong Chương | Thị xã Phong Điền |                 |                |                           |           |
| Phong Mỹ     | Thị xã Phong Điền |                 |                |                           |           |
| Phong Sơn    | Thị xã Phong Điền |                 |                |                           |           |
| Phong Thạnh  | Thị xã Phong Điền |                 |                |                           |           |
| Phong Xuân   | Thị xã Phong Điền |                 |                |                           |           |
| Phú An       | Huyện Phú Vang    |                 |                |                           |           |
| Phú Diên     | Huyện Phú Vang    |                 |                |                           |           |
| Phú Gia      | Huyện Phú Vang    |                 |                |                           |           |
| Phú Hải      | Huyện Phú Vang    |                 |                |                           |           |
| Phú Hồ       | Huyện Phú Vang    |                 |                |                           |           |
| Phú Lương    | Huyện Phú Vang    |                 |                |                           |           |
| Phú Mỹ       | Huyện Phú Vang    |                 |                |                           |           |
| Phú Sơn      | Thị xã Hương Thủy | 32,74           |                |                           |           |
| Phú Thuận    | Huyện Phú Vang    |                 |                |                           |           |
| Phú Vinh     | Huyện A Lưới      |                 |                |                           |           |
| Phú Xuân     | Huyện Phú Vang    |                 |                |                           |           |
| Quảng An     | Huyện Quảng Điền  |                 |                |                           |           |
| Quảng Công   | Huyện Quảng Điền  |                 |                |                           |           |
| Quảng Lợi    | Huyện Quảng Điền  |                 |                |                           |           |
| Quảng Ngạn   | Huyện Quảng Điền  |                 |                |                           |           |
| Quảng Nhâm   | Huyện A Lưới      |                 |                |                           |           |
| Quảng Phú    | Huyện Quảng Điền  |                 |                |                           |           |
| Quảng Phước  | Huyện Quảng Điền  |                 |                |                           |           |
| Quảng Thái   | Huyện Quảng Điền  |                 |                |                           |           |
| Quảng Thành  | Huyện Quảng Điền  |                 |                |                           |           |
| Quảng Thọ    | Huyện Quảng Điền  |                 |                |                           |           |
| Quảng Vinh   | Huyện Quảng Điền  |                 |                |                           |           |
| Sơn Thủy     | Huyện A Lưới      |                 |                |                           |           |
| Thủy Phù     | Thị xã Hương Thủy | 34,01           |                |                           |           |
| Thủy Tân     | Thị xã Hương Thủy | 7,87            |                |                           |           |
| Thủy Thanh   | Thị xã Hương Thủy | 8,49            |                |                           |           |
| Thượng Long  | Huyện Phú Lộc     |                 |                |                           |           |
| Thượng Lộ    | Huyện Phú Lộc     |                 |                |                           |           |
| Thượng Nhật  | Huyện Phú Lộc     |                 |                |                           |           |
| Thượng Quảng | Huyện Phú Lộc     |                 |                |                           |           |
| Trung Sơn    | Huyện A Lưới      |                 |                |                           |           |
| Vinh An      | Huyện Phú Vang    |                 |                |                           |           |
| Vinh Hà      | Huyện Phú Vang    |                 |                |                           |           |
| Vinh Hiền    | Huyện Phú Lộc     |                 |                |                           |           |
| Vinh Hưng    | Huyện Phú Lộc     |                 |                |                           |           |
| Vinh Mỹ      | Huyện Phú Lộc     |                 |                |                           |           |
| Vinh Thanh   | Huyện Phú Vang    |                 |                |                           |           |
| Vinh Xuân    | Huyện Phú Vang    |                 |                |                           |           |
| Xuân Lộc     | Huyện Phú Lộc     |                 |                |                           |           |